# Verordnung (EU) Nr. 575/2013 (Kapitaladäquanzverordnung)
Die Kapitaladäquanzverordnung mit der Bezeichnung Verordnung (EU) Nr. 575/2013 ist eine im Bankwesen geltende EU-Verordnung, die im Rahmen von Basel III Vorgaben zur angemessenen Eigenmittelausstattung von Instituten, Institutsgruppen, Finanzholding-Gruppen und gemischten Finanzholding-Gruppen enthält und die in der bisherigen Solvabilitätsverordnung umgesetzten Einzelvorschriften übernimmt.
Die weitverbreitete Abkürzung CRR ist von der englischen Bezeichnung Capital Requirements Regulation abgeleitet. Der deutsche Gesetzgeber verwendet auch die Bezeichnung Kapitalanforderungsverordnung. Die Kapitaladäquanzverordnung ist seit dem 1. Januar 2014 in der Europäischen Union in Kraft.

## Allgemeines
Basel III wurde auf europäischer Ebene durch zwei Rechtsakte umgesetzt. Einerseits mit der Eigenkapitalrichtlinie, der Richtlinie 2013/36/EU vom 26. Juni 2013 über den Zugang zur Tätigkeit von Kreditinstituten und die Beaufsichtigung von Kreditinstituten und Wertpapierfirmen (häufig mit der Abkürzung CRD IV von englisch Capital Requirements Directive Number IV bezeichnet), andererseits mit der hier behandelten Verordnung Kapitaladäquanzverordnung, der Verordnung (EU) Nr. 575/2013 vom 26. Juni 2013 über Aufsichtsanforderungen an Kreditinstitute und Wertpapierfirmen. Die Eigenkapitalrichtlinie und die Kapitaladäquanzverordnung werden zusammengefasst auch als „CRD-IV-Paket“ bezeichnet.
Die Kapitaladäquanzverordnung ist unmittelbar in Deutschland geltendes Recht. Hierfür mussten sowohl im Kreditwesengesetz (KWG) als auch in weiteren Gesetzen und Rechtsverordnungen die der Kapitaladäquanzverordnung widersprechenden oder entgegenstehenden nationalen Vorschriften entfernt werden. Dies erfolgte durch das Gesetz zur Umsetzung der Richtlinie 2013/36/EU über den Zugang zur Tätigkeit von Kreditinstituten und die Beaufsichtigung von Kreditinstituten und Wertpapierfirmen und zur Anpassung des Aufsichtsrechts an die Verordnung (EU) Nr. 575/2013 über Aufsichtsanforderungen an Kreditinstitute und Wertpapierfirmen (CRD IV-Umsetzungsgesetz). So erfolgte eine Neufassung der Solvabilitätsverordnung (SolvV) sowie der Großkredit- und Millionenkreditverordnung (GroMiKV). In § 64r KWG sind wichtige Übergangsvorschriften zur CRD-IV-Umsetzung enthalten.

## Inhalt
Die Kapitaladäquanzverordnung richtet sich in erster Linie an die beaufsichtigten Kreditinstitute und Wertpapierfirmen, die in Artikel 4 definiert und unter dem Oberbegriff „Institute“ zusammengefasst werden. Außerhalb des Verordnungstextes wird auf diese Begriffsdefinitionen oft unter den Bezeichnungen „CRR-Kreditinstitut“, „CRR-Wertpapierfirma“ und „CRR-Institut“ Bezug genommen. In § 1 Abs. 3d KWG wurden diese Begriffe an Stelle von Einlagenkreditinstitut und Wertpapierhandelsunternehmen ab Januar 2014 übernommen. Zu den CRR-Kreditinstituten gehören alle Universal-, Spezial- sowie Großbanken und sonstigen Kreditinstitute wie Auto-, Teilzahlungs- und Konzernbanken, sofern auf sie nicht das „Konzernprivileg“ des § 2 Abs. 1 Nr. 7 KWG zutrifft. Für CRR-Wertpapierfirmen verweist Art. 4 Abs. 1 Nr. 2  auf die Legaldefinition des Art. 4 Abs. 1 Nr. 1 Richtlinie 2004/39/EG. Sie sind keine Kreditinstitute im Rechtssinne. Auf sie sind einige Bestimmungen der Kapitaladäquanzverordnung nicht anwendbar.
Ebenfalls in Artikel 4 gibt die Kapitaladäquanzverordnung zahlreiche Legaldefinitionen bankrechtlicher Begriffe (Artikel 4 Abs. 1), teilweise durch Verweis auf Legaldefinitionen in anderen EU-Verordnungen. Definiert wird unter anderem Kreditinstitut (Artikel 4 Abs. 1 Nr. 1), Finanzholding-Gesellschaft (Nr. 20), Gruppe verbundener Kunden (Nr. 39), Finanzinstrument (Nr. 50), operationelles Risiko (Nr. 52), Besicherung mit Sicherheitsleistung (Nr. 58), Verbriefung (Nr. 61), Beleihungswert (Nr. 74), Eigenmittel (Nr. 118) oder Haftungsverbund (Nr. 127). Der evolutive Charakter dieser Verordnung ermöglicht es Instituten, in Bezug auf das Kreditrisiko zwischen drei Ansätzen unterschiedlicher Komplexität zu wählen. Um insbesondere kleinen Instituten die Möglichkeit zu bieten, sich für den risikosensitiveren IRB-Ansatz zu entscheiden, sind die einschlägigen Bestimmungen so auszulegen, dass Forderungsklassen alle Risikopositionen einschließen, die ihnen in dieser Verordnung direkt oder indirekt zugeordnet werden.
Die Kapitaladäquanzverordnung regelt insbesondere die Höhe und die Anforderungen an die aufsichtsrechtlich bereitzuhaltenden Eigenmittel (Artikel 25–91), die Eigenmittelunterlegung von bankaufsichtlich definierten und gewichteten Risiken, die Offenlegung dieser Eigenmittel und der Risiken im Rahmen der so genannten Säule III, die eigenmittelbezogenen Risikovorschriften (Artikel 107 ff.), die Berücksichtigung von Kreditsicherheiten (Artikel 194–217), die Großkreditvorschriften (Artikel 387 ff., 507), die Liquiditätsvorschriften (Artikel 411 ff.), die Offenlegungspflichten (Artikel 431 ff.), das operationelle Risiko (Artikel 446) und enthält Vorgaben zur künftigen Ausgestaltung einer Verschuldungsquote (Leverage Ratio; Artikel 429, 430, 499, 511). Daneben lässt die Verordnung zur Abwehr makroprudenzieller Risiken (Risiken des gesamten Finanzsystems) die Verschärfung bestimmter Regelungen (Artikel 458, 459, 513) zu und enthält zahlreiche Übergangsvorschriften (Artikel 465 ff.), mit denen es den Instituten erleichtert wird, die neuen Eigenkapitalanforderungen nebst Abzugsregelungen zu erfüllen.
Die Kapitaladäquanzverordnung lässt für verschiedene Regelungen einen Gestaltungsspielraum, den die alte Solvabilitätsverordnung vor allem für die internen Ansätze zur Ermittlung der Eigenmittelanforderungen ausgeschöpft hatte. Dies betrifft insbesondere die Ausführungsbestimmungen zu den Zulassungsverfahren für auf internen Ratings basierende Ansätze, Marktrisikomodelle, interne Modelle zur Berechnung der Kontrahentenrisiken sowie fortgeschrittene Messansätze für operationelle Risiken. Dabei wurden die Regelungen so gefasst, dass die bislang in der Solvabilitätsverordnung getroffenen nationalen Konkretisierungen zu den Vorgaben der aktuell noch geltenden CRD nach Möglichkeit beibehalten werden. Damit hält sich auch der Anpassungsaufwand der Institute für die Umsetzung der neuen Vorschriften in Grenzen.
Einen wesentlichen Regelungsinhalt der Kapitaladäquanzverordnung bilden die Mindesteigenkapitalanforderungen für Kreditrisiken. Der durch Eigenmittel abzudeckende Gesamtforderungsbetrag aller Risikopositionen ist nach Art. 92 Abs. 1 weiterhin auf das 12,5-Fache des Eigenkapitals begrenzt, doch sind frühere Anrechnungserleichterungen entfallen oder wurden verschärft. Eine Ratingpflicht ist für alle Risikopositionen vorgesehen, denn Artikel 144 Nr. 1a verlangt eine aussagekräftige Beurteilung jedes Schuldners, wobei ein Ratingsystem den Risikomerkmalen von Schuldner und Geschäft Rechnung tragen muss (Artikel 170 Nr. 1) und bei Kreditgenehmigungen jedem Schuldner ein Rating zuzuordnen ist (Artikel 172 Nr. 1a). Der sich aus dem Rating ergebende Ratingcode bildet die Grundlage der Risikogewichtung einer Risikoposition. Je schlechter der Ratingcode, desto höher ist das Risikogewicht eines Finanzinstruments; damit wird das höhere Kreditrisiko berücksichtigt. Die Kreditinstitute haben folgende drei Risikoparameter zur Messung der Kreditrisiken zu berechnen:
- Ausfallwahrscheinlichkeit (englisch probability of default, abgekürzt PD) – Artikel 4 Abs. 1 Nr. 54
- Ausfallverlustquote (englisch loss given default, abgekürzt LGD) – Artikel 4 Abs. 1 Nr. 55
- Ausfallkredithöhe (englisch exposure at default, abgekürzt EaD) – Artikel 261 Abs. 1.

Alle drei Parameter sind hypothetische Größen, die auf stochastischen Wahrscheinlichkeiten beruhen und den Banken sowie der Bankenaufsicht als Indikatoren zur Erkennung des Risikoniveaus dienen. Die Kapitaladäquanzverordnung führt diese drei Risikoparameter weiter fort, bringt jedoch restriktivere Kontingentierungen mit sich.
Die Kapitaladäquanzverordnung wird ergänzt durch mehr als 100 technische Regulierungsstandards, technische Durchführungsstandards und Leitlinien, die von der Europäischen Bankenaufsichtsbehörde erarbeitet und von der Europäischen Kommission als ebenfalls unmittelbar anwendbare EU-Verordnungen erlassen werden.

## Geltung in Europa
Da die Kapitaladäquanzverordnung als EU-Verordnung erlassen wurde, gilt sie in allen EU-Mitgliedstaaten. Dies vermeidet Anreize für Kreditinstitute, sich in einem EU-Land mit weniger strikter Regulierung niederzulassen (regulatorische Arbitrage).